# Aeroportul Ngoma
Aeroportul Ngoma (IATA: ZGM, ICAO: FLNA) este un aeroport din Zambia ce deservește zona Ngoma⁠(d).
Situat la o altitudine de 1.036 m, aeroportul dispune de o singură pistă.